# لمور ورزشکار گروکاک
 لمور ورزشکار گروکاک (نام علمی: Lepilemur grewcockorum) نام یک گونه از سرده لمورهای ورزشکار است.